# Saint-André-de-Lancize
Saint-André-de-Lancize település Franciaországban, Lozère megyében. Lakosainak száma 163 fő (2022. január 1.). Saint-André-de-Lancize Saint-Privat-de-Vallongue, Saint-Hilaire-de-Lavit, Saint-Germain-de-Calberte, Cassagnas és Pont-de-Montvert-Sud-Mont-Lozère községekkel határos.

## Népesség
A település népessége az elmúlt években az alábbi módon változott:
| Lakosok száma | 142  | 122  | 106  | 112  | 127  | 128  | 134  | 150  | 154  | 163  |
|               | 1968 | 1982 | 1990 | 2006 | 2013 | 2015 | 2017 | 2019 | 2020 | 2022 |